# Muhammad Ali Raszwan
Muhammad Ali Ahmad Raszwan, Mohamed Ali Rashwan (arab. محمد علي رشوان, ur. 16 stycznia 1956) – egipski judoka. Srebrny medalista olimpijski z Los Angeles.
Zawody w 1984 były pierwszymi jedynymi igrzyskami olimpijskimi. Walczył w kategorii open, dopiero w finale pokonał go Japończyk Yasuhiro Yamashita (pod nieobecność sportowców z części krajów Bloku Wschodniego). Brał udział w igrzyskach w 1988. Był medalistą mistrzostw świata, dwa razy sięgając po srebro. W 1985 był drugi w kategorii open, w 1987 w wadze ciężkiej.